# Salvador Alarma i Tastàs

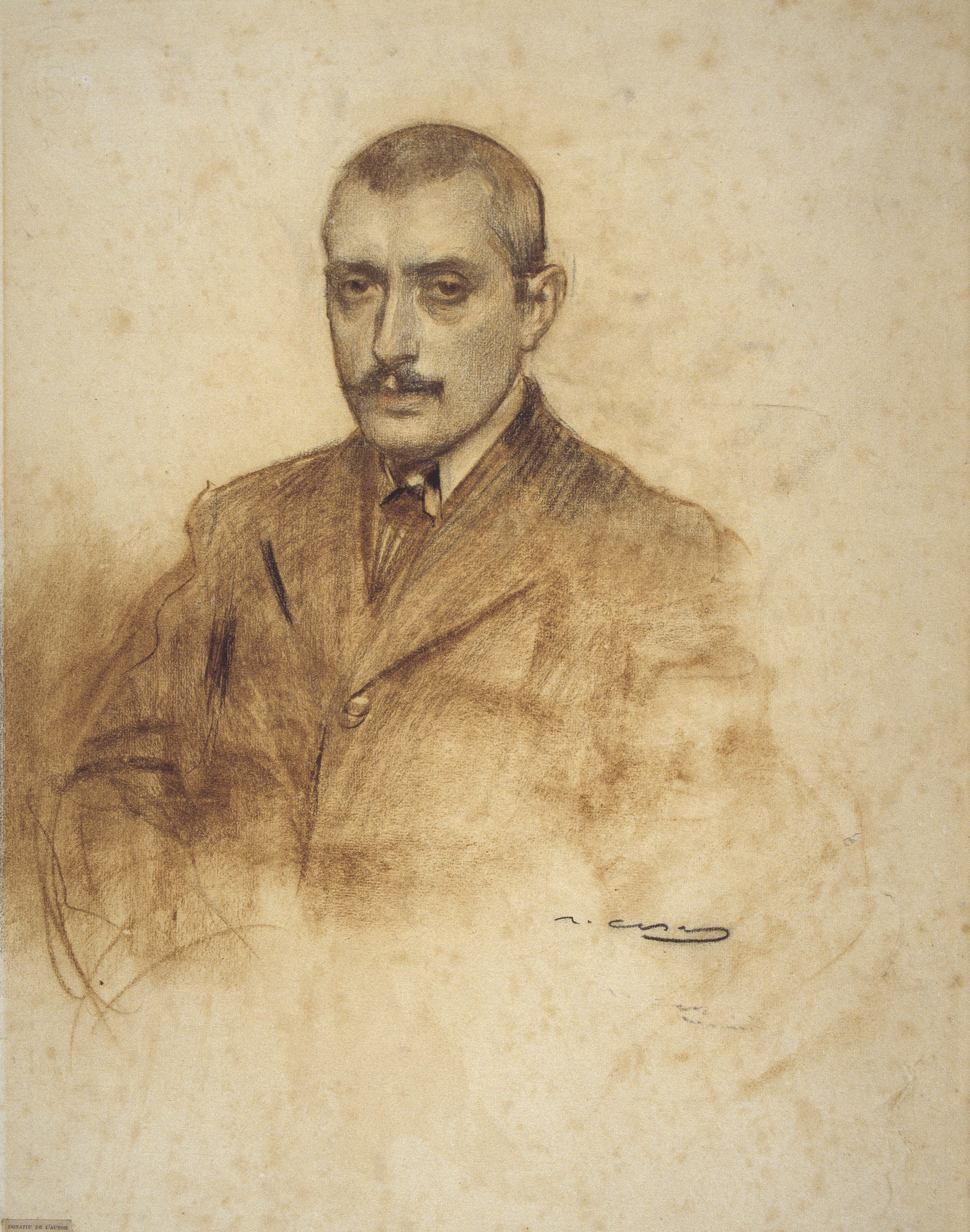
Salvador Alarma i Tastàs (dargestellt von Ramon Casas)

Salvador Alarma i Tastàs (* 18. November 1870 in Barcelona; † 26. März 1941 ebenda) war ein katalanischer Bühnenbildner und Dekorateur.

## Leben und Werk
Salvador Alarma studierte Malerei an La Llotja in Barcelona bei Josep Planella und Ramon Amado. Im Fach Szenografie war Francesc Soler sein Lehrer. 1888 ging er in die Werkstätten seines Onkels Miquel Moragas, deren Inhaber später wurde.
Er begann mit der Freilichtaufführung von Flors de cingle von Ignasi Iglésies. Er wurde bald der Bühnenbildner für die Dramaturgen Adrià Gual und Àngel Guimerà. Außerdem arbeitete er am Gran Teatre del Liceu, wo er zahlreiche Opern wie Die Entführung aus dem Serail (1928) und die Götterdämmerung (1936) inszenierte. Zudem arbeitete er auch für das Theater in Madrid. Als Dekorateur (Bar La Luna, 1909 und Ball La Paloma, 1903) stimmte er sein Vorgehen mit den Herrschern der Zeit ab und pflegte eine überschwängliche und üppige Moderne. Seine vom orthodoxen Naturalismus geprägten Arbeiten zeichneten sich durch große Leuchtkraft und die exzellente Anwendung von Perspektiven aus.